# Cerkiew Ikony Matki Bożej „Znak” w Dubrowicach
Cerkiew Ikony Matki Bożej „Znak” – prawosławna cerkiew w Dubrowicach, 4 km od Podolska.

## Historia
Cerkiew została wzniesiona w majątku Golicynów, z inicjatywy Borisa Aleksiejewicza Golicyna, głównego inicjatora rozbudowy rodzinnej posiadłości, urządzenia w niej parku, wzniesienia budynków gospodarczych i głównego obiektu mieszkalnego, oraz cara Piotra I. Budowa obiektu trwała od 1690 do 1697. Gotowa świątynia nie mogła jednak zostać poświęcona, gdyż patriarcha moskiewski i całej Rusi Adrian odmówił zezwolenia na konsekrację cerkwi wzniesionej w stylu przypominającym katolickie kościoły Europy Zachodniej. Świątynia mogła zostać poświęcona dopiero po śmierci patriarchy. Ceremonię przeprowadził 11 lutego 1704 metropolita riazański Stefan, locum tenens Patriarchatu, w obecności cara Piotra I.
Obiekt został wyremontowany w latach 1848–1850 i ponownie poświęcony przez metropolitę moskiewskiego Filareta. Renowacja była finansowana z kasy państwowej i według pierwotnych planów miała doprowadzić do nadania cerkwi stylu typowo ruskiego. Sprzeciwił się jednak temu służący w cerkwi duchowny.
Świątynia była czynna do lat 30. XX wieku. Została wówczas zamknięta dla kultu i porzucona, a jej stan techniczny ulegał stopniowemu pogorszeniu. Mimo prac remontowych przeprowadzonych w latach 60. XX wieku cerkiew była już niemal całkowicie zrujnowana. Prawosławna parafia w Dubrowicach została ponownie zarejestrowana w 1989, zaś w 1990 biskup możajski Grzegorz odprawił pierwszą po latach Świętą Liturgię w opuszczonej świątyni. W cerkwi trwają prace remontowe.

## Architektura

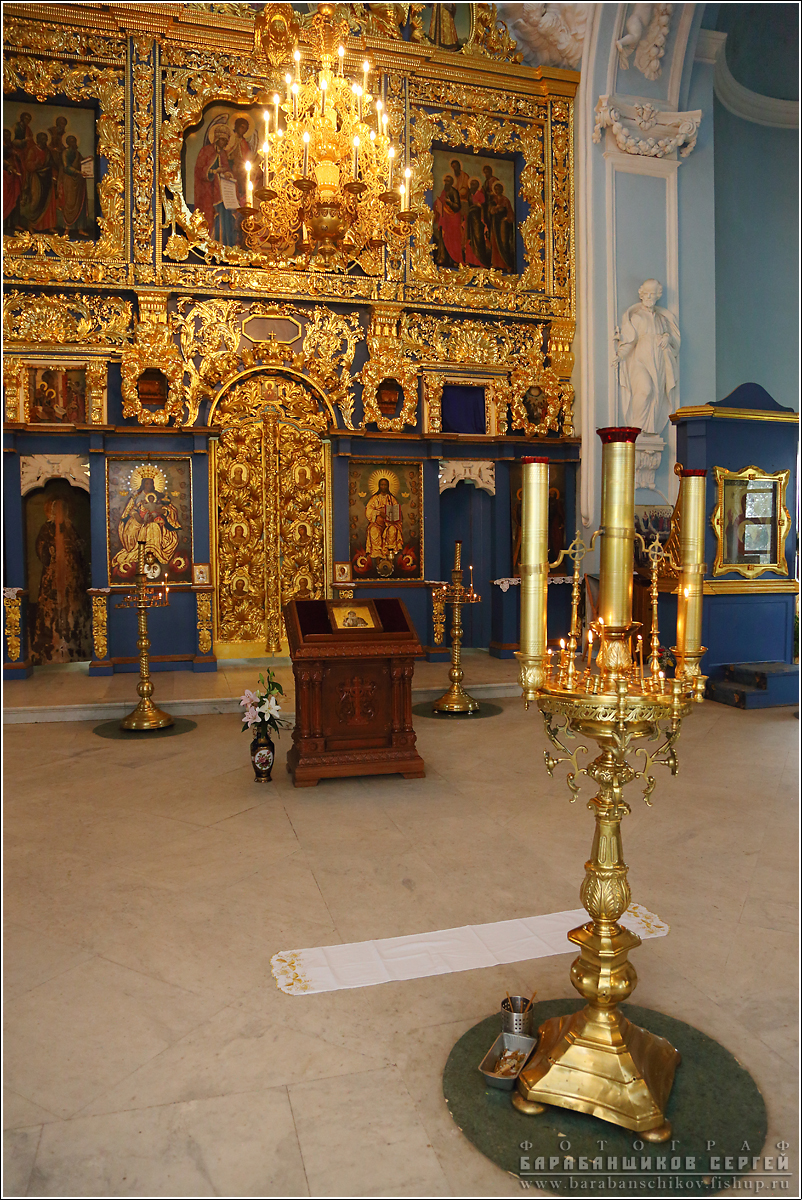
Ikonostas

Cerkiew wzniesiono w stylu barokowym, z białej cegły na miejscu starszej, drewnianej świątyni.
Budynek został wzniesiony na planie przypominającym kształt czterolistnej koniczyny, w której centralnej części znajduje się trójkondygnacyjna wieża zwieńczona żelazną, pozłacaną koroną w miejsce tradycyjnej cebulastej kopuły. Jest to jedyna cerkiew w Rosji o podobnej konstrukcji. Całość jest bogato zdobiona płaskorzeźbami i rzeźbami wykonanymi przez zatrudnionych przez Golicynów artystów ze Szwajcarii. W barokowej ornamentyce widoczne są akcenty nawiązujące do sztuki staroruskiej Suzdala i Włodzimierza. Przy wejściu do cerkwi usytuowane są figury świętych Jana Chryzostoma i Grzegorza z Nazjanzu. Wyżej umieszczono postacie czterech ewangelistów.
We wnętrzu cerkwi wszystkie inskrypcje na ścianach były pierwotnie zapisane w języku łacińskim, następnie zamalowano je i wykonano ponownie cyrylicą. Wnętrze obiektu zdobią cykle płaskorzeźb przedstawiające Mękę Pańską, postacie proroków starotestamentowych oraz wyobrażenia Zmartwychwstania Pańskiego i Koronacji Matki Bożej. Dwie ostatnie kompozycje stanowią powtórzenie motywów znanych ze sztuki zachodniej, nie przypominają wyobrażeń typowych dla prawosławia.

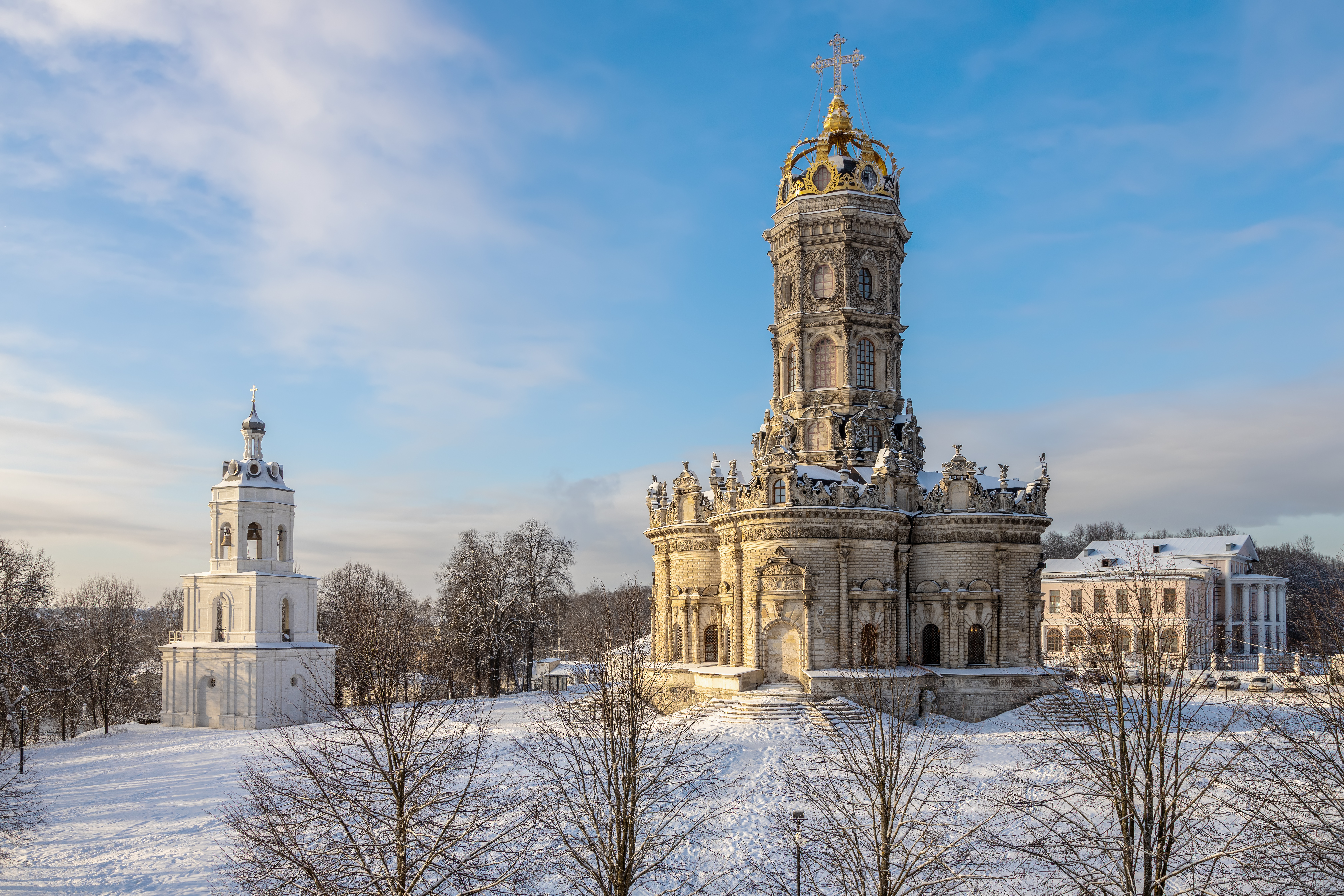
Cerkiew Ikony Matki Bożej „Znak”

Ikonostas w świątyni wykonano w tym samym okresie, gdy trwała budowa. Przetrwał on do naszych czasów.